# Koromandelkusten

Koromandelkusten (jfr tl. Cholomandalam, "Cholas land") är en drygt 60 mil lång kuststräcka på södra Indiens östsida, idag ingående i delstaterna Tamil Nadu och Andhra Pradesh. Större städer längs kusten är bland annat Puducherry, Chennai (Madras), Karaikal, den före detta. danska kolonin Tranquebar.
William Roxburgh har i Plants of the coast of Coromandel beskrivit de växter, som växer där. (1795)